# خوان کریستین فابریشز
خوان کریستین فابریشز (انگلیسی: Johan Christian Fabricius؛ ۷ ژانویهٔ ۱۷۴۵ – ۳ آوریل ۱۸۰۸) یک دانشمند در زمینه جانورشناسی سده ۱۸ (میلادی) اهل دانمارک بود.
پروانه‌های  رز سرخ و سیتائریاس آندرومدا از حشراتی بودند که توسط او توصیف علمی شدند.

## آثار
- Systema entomologiæ (1775)
- Genera insectorum (1776)
- Species insectorum (1781)
- Mantissa insectorum (1787)
- Entomologia systematica emendata et aucta (1792–1799)
- Systema eleuthatorum (1801)
- Systema rhyngotorum (1803)
- Systema piezatorum (1804)
- Systema antliatorum (1805)
- Systema glossatorum (1807)